# Site Roberto Burle Marx
Le site Roberto Burle Marx (SRBM) est un site paysager situé dans le quartier de Barra de Guaratiba, dans la Zone Ouest de la ville de Rio de Janeiro. Il s'agit d'une unité spéciale de l'Instituto do Patrimônio Histórico e Artístico Nacional (IPHAN). Le site a été inscrit au patrimoine mondial de l'UNESCO lors de la 44e session du Comité du patrimoine mondial, en 2021.
Le nom du site est un hommage à Roberto Burle Marx, artiste plasticien et paysagiste brésilien de renommée internationale, qui a résidé sur le site de 1973 jusqu'à sa mort le 4 juin 1994. Burle Marx a acquis la propriété, initialement nommée Sítio Santo Antônio da Bica, avec son frère Siegfried Marx en 1949. Le site a été donné par Burle Marx à l'IPHAN en 1985, la même année que le site a été reconnu comme patrimoine culturel brésilien. Le site a été entièrement classé en 2000, six ans après la mort du paysagiste .

## Histoire et description
Le site couvre une superficie de plus de 400 000 m², où se trouve l'une des plus importantes collections de plantes tropicales et semi-tropicales au monde, commencée lorsque Roberto Burle Marx avait six ans. Cultivée dans des jardins et des pépinières en plein air, la collection comprend plus de 3 500 espèces végétales, dont des spécimens uniques des familles Araceae, Arecaceae, Bromeliaceae, Cycadaceae, Heliconiaceae, Marantaceae et Velloziaceae . Un tel ensemble de plantes vivantes s'est parfaitement adapté à la nature habituelle du site, composé de mangroves, de bancs de sable et de forêt atlantique .
Sur le site, il y avait à l'origine une ancienne ferme et une petite chapelle du XVIIe siècle dédiée à Saint Antoine de Padoue, bâtiments qui ont ensuite été restaurés, et la maison est devenue la résidence de Roberto Burle Marx en 1973. Après la mort du paysagiste, sa résidence est devenue le Burle Marx House Museum en août 1999. En plus des environnements originaux et des objets à usage personnel, la Casa-Museum présente des objets d'art et d'artisanat acquis par Burle Marx tout au long de sa vie. La collection de la maison compte plus de 3 000 pièces, dont des œuvres de Roberto lui-même qui, en plus d'être paysagiste, était également peintre, dessinateur, designer, sculpteur et chanteur .

## Galerie

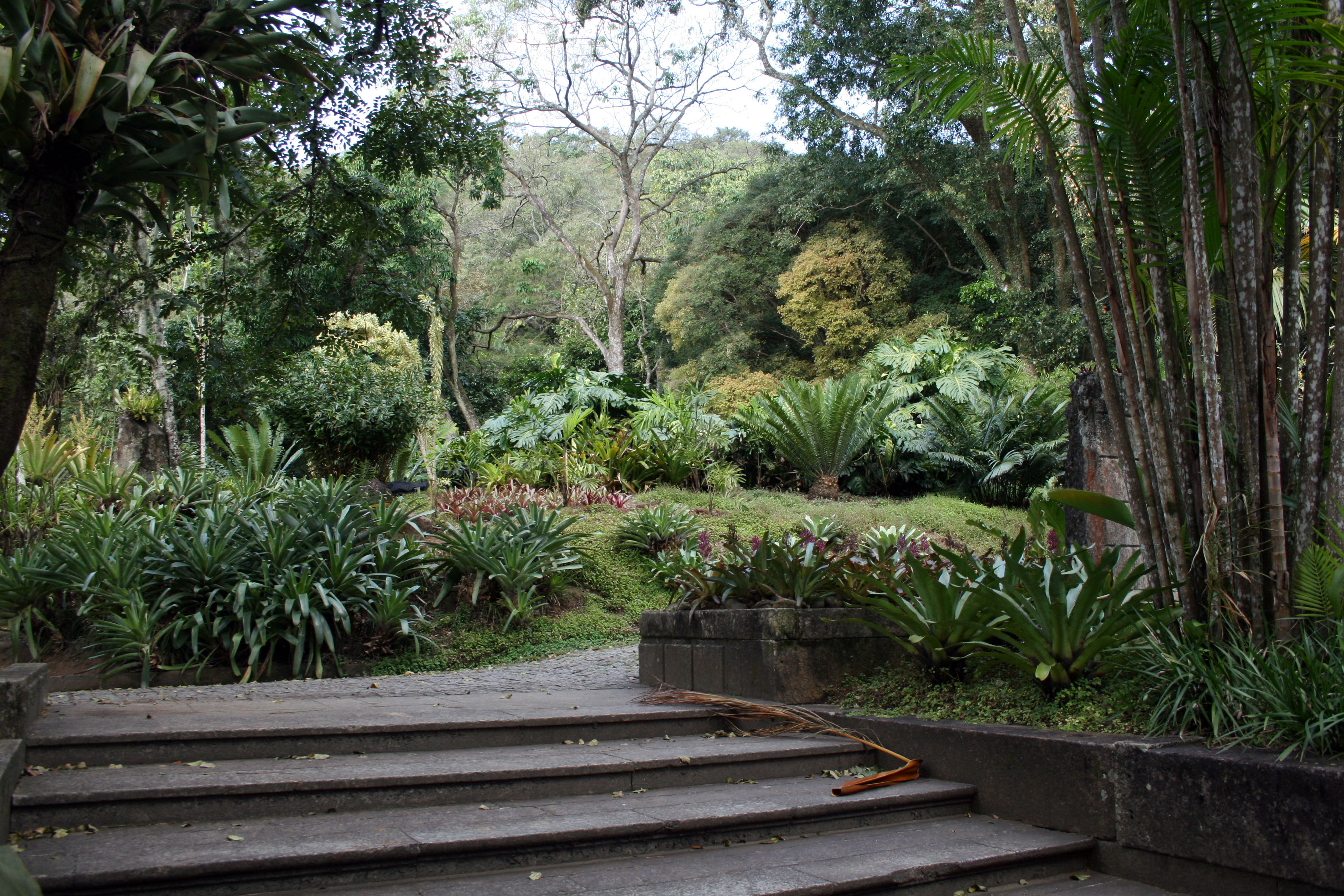
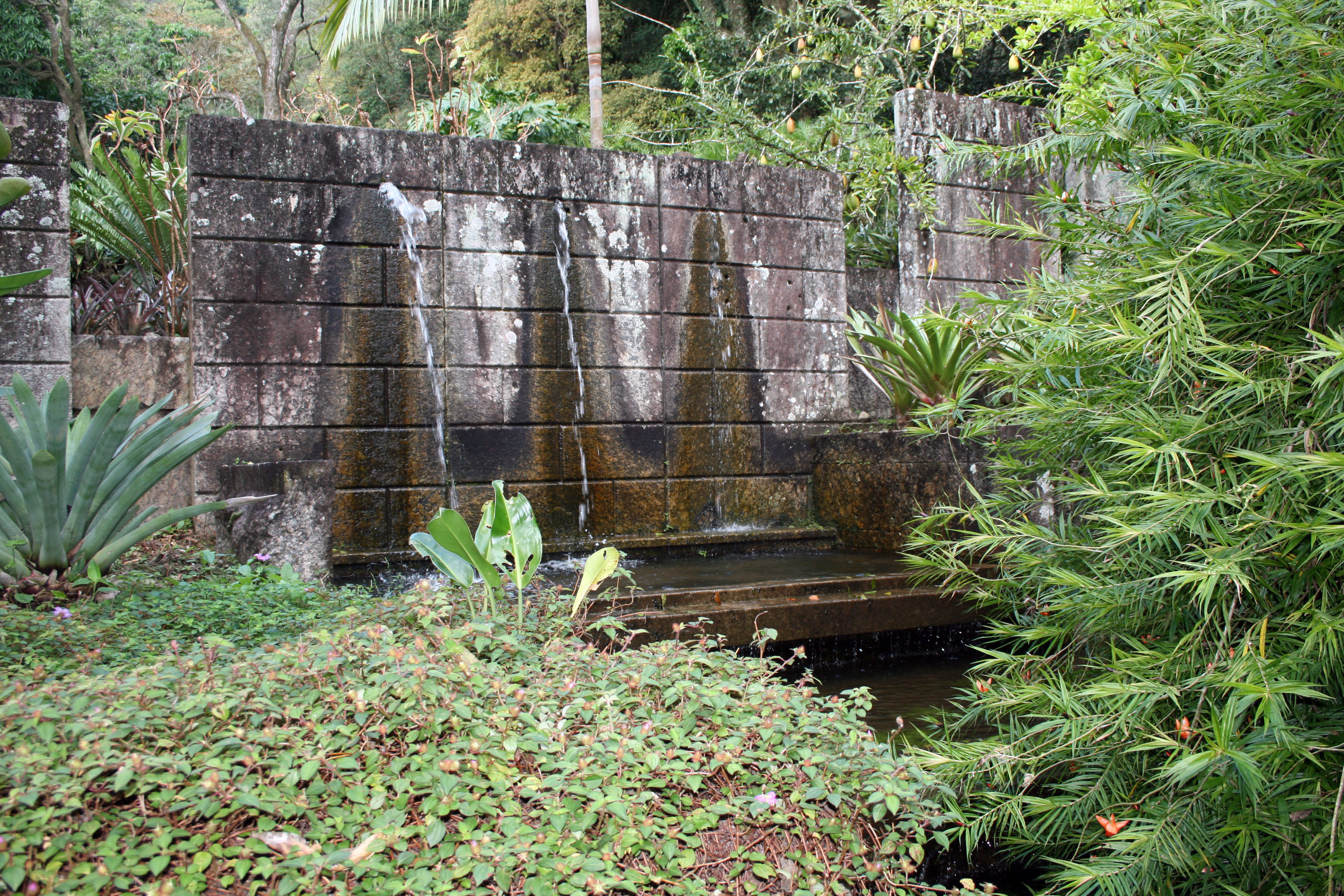
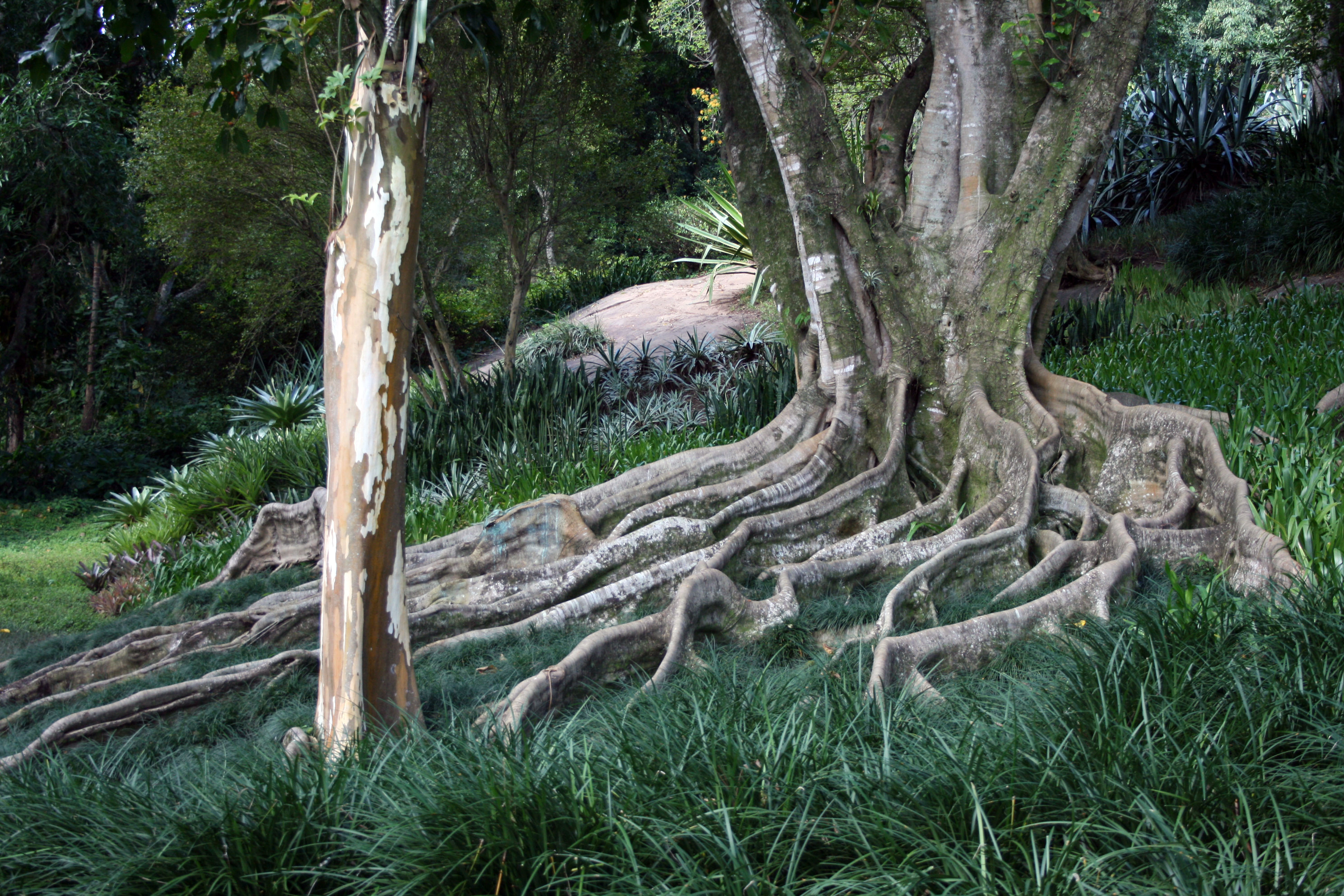
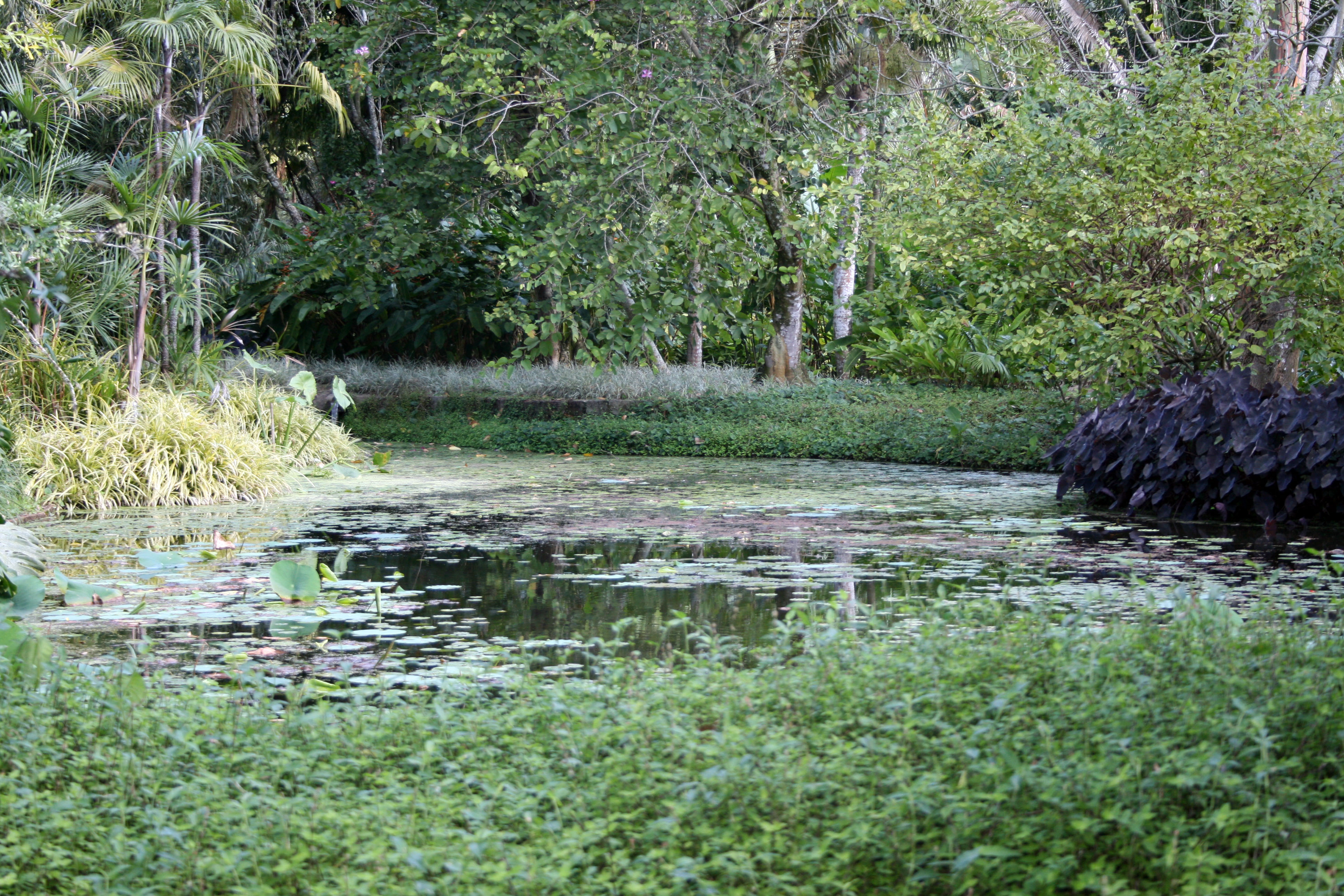
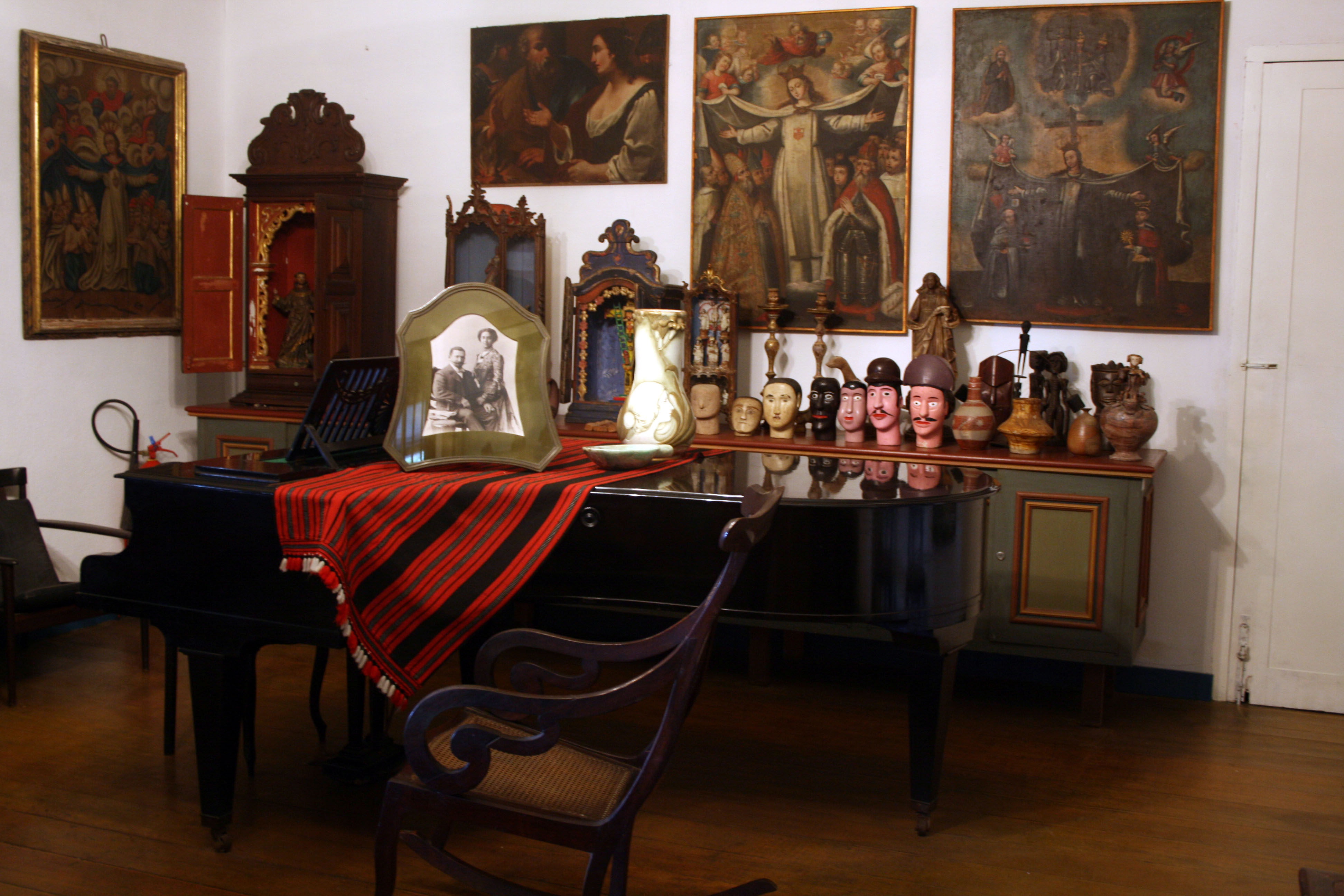
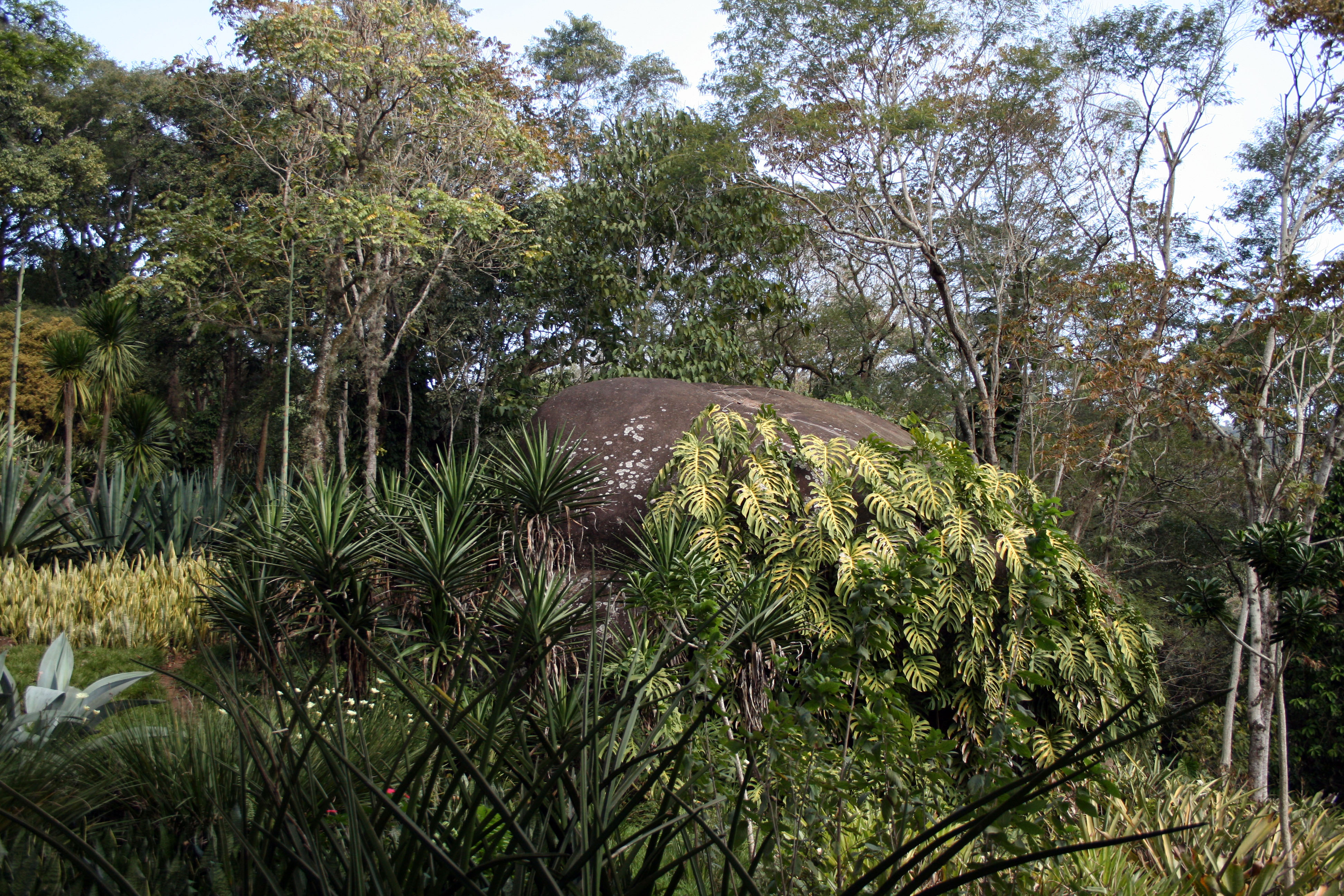
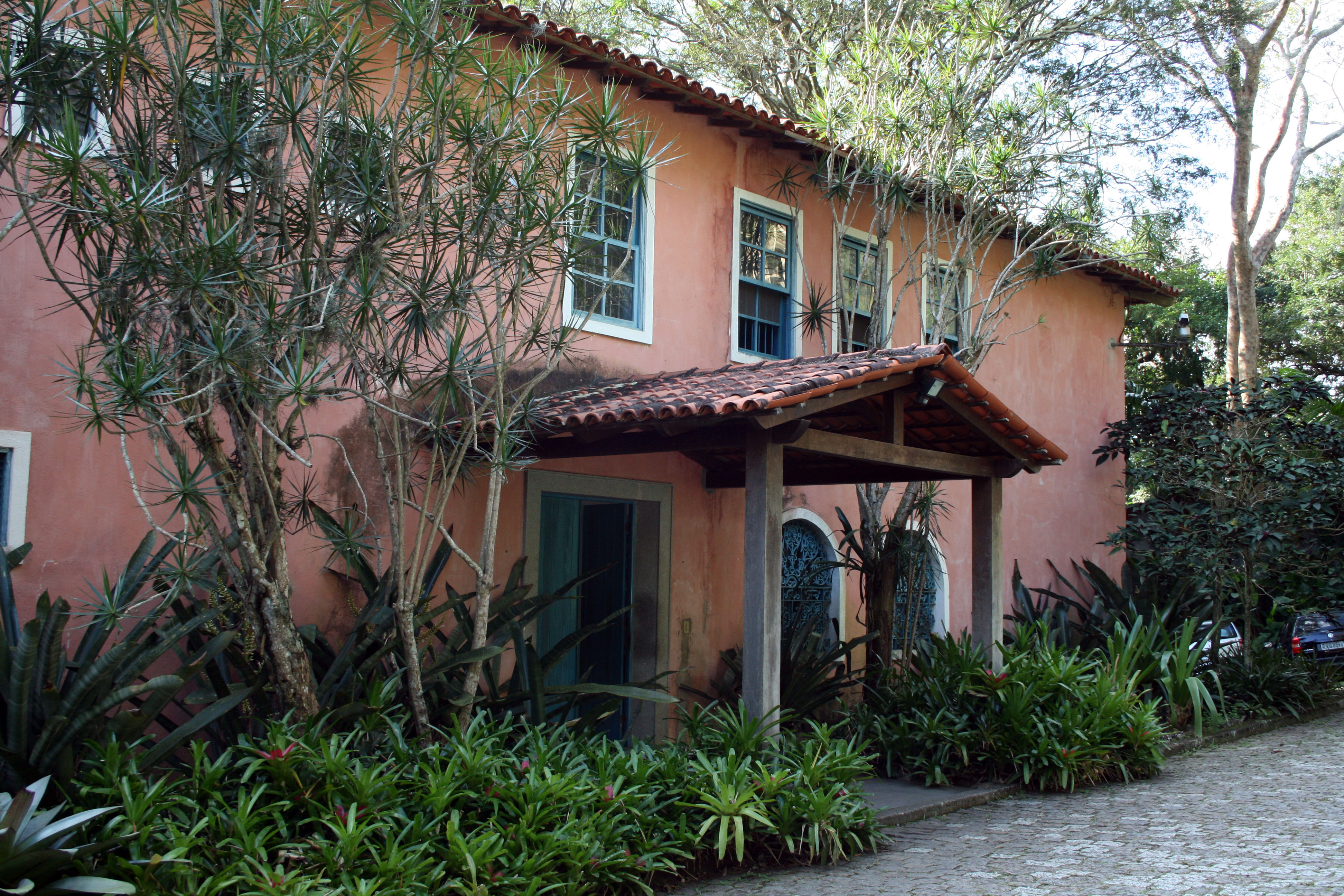
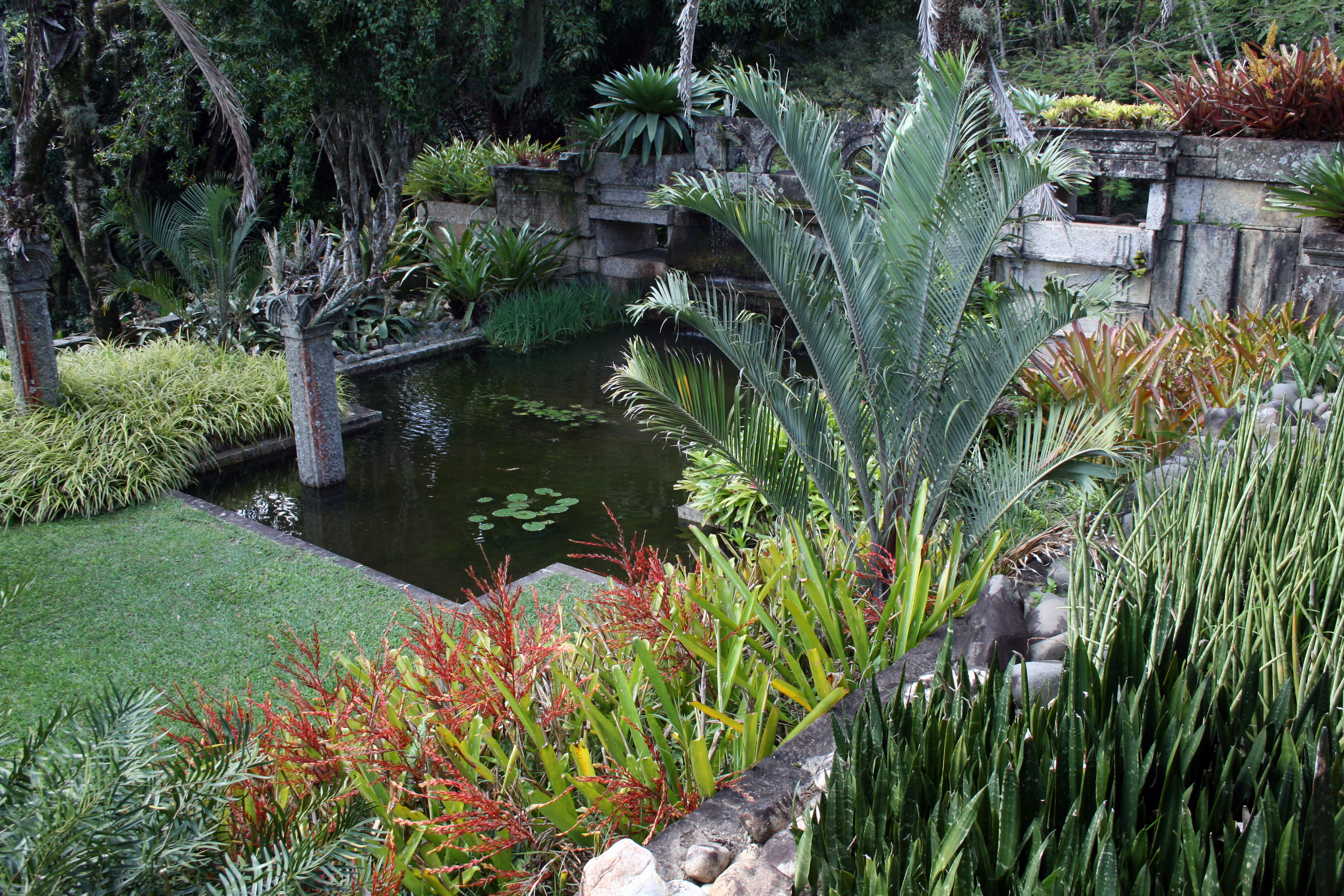